# Louis Lefèvre
Louis-François-Bienaimé-Amedée Lefèvre OFM (* 8. Juli 1890 in Cherbourg, Französische Republik; † 15. Januar 1968 in Rabat, Marokko) war ein französischer Ordensgeistlicher und römisch-katholischer Erzbischof von Rabat.

## Leben
Louis Lefèvre empfing am 28. Juli 1913 das Sakrament der Priesterweihe für die Ordensgemeinschaft der Franziskaner.
Am 10. April 1947 wurde er zum Titularbischof von Eguga und zum Apostolischen Vikar von Rabat ernannt. Die Bischofsweihe spendete ihm am 1. Juni desselben Jahres der Weihbischof in Paris, Paul-Louis Touzé; Mitkonsekratoren waren der Apostolische Vikar von Sueskanal, Ange Hiral OFM, und der Weihbischof in Paris, Stanislas Courbe.
Nachdem am 5. Juli 1954 Teile des Territoriums des Apostolischen Vikariats von Rabat als Apostolische Präfektur von Spanisch-Sahara und Ifni ausgegliedert wurden, wurde das Apostolische Vikariat am 14. September 1955 zum immediaten Erzbistum Rabat erhoben, womit Louis Lefèvre zum Erzbischof von Rabat wurde. Zwischen 1962 und 1965 nahm Erzbischof Louis Lefèvre als Konzilsvater an allen vier Sitzungsperioden des Zweiten Vatikanischen Konzils teil.